# 에릭 로버츠
에릭 로버츠(Eric Roberts, 1956년 4월 18일 ~ )는 미국 미시시피주 출신의 영화 배우이다. 배우 줄리아 로버츠의 오빠이며, 배우 에마 로버츠의 아버지이다. 《그리니치의 건달들》(1983)로 제58회 아카데미상 남우조연상 후보에 올랐다. 골든 글로브상에 2023년 현재까지 총 세 번 후보에 올랐다.

## 출연 작품

### 영화
- 1978년 집시들의 왕 (King Of The Gypsies)
- 1983년 그리니치의 건달들 (The Pope Of Greenwich Village) - 폴리 역
- 1983년 스타 80 (Star 80)
- 1985년 폭주기관차 (Runaway Train)
- 1985년 코카콜라 키드 (The Coca-Cola Kid) - 베커 역
- 1986년 노바디스 풀 (Nobody's Fool) - 릴레이 역
- 1988년 최후의 결전 (Blood Red)
- 1988년 굿바이 베트남 (To Heal A Nation) - 잔 스크럭스 역
- 1989년 베스트 오브 더 베스트 (Best of the Best) - 알렉스 그래디 역
- 1990년 앰브런스 (The Ambulance) - 조쉬 바커 역
- 1990년 천사의 추락 (Descending Angel)
- 1990년 로스트 카포네 (The Lost Capone) - 알 카포네 역
- 1991년 론리 하트 (Lonely Hearts)
- 1991년 더 베스트 (By The Sword)
- 1992년 최종 분석 (Final Analysis)
- 1993년 베스트 오브 더 베스트 2 (Best Of The Best 2)
- 1993년 천사의 음모 (Love, Cheat & Steal) - 리노 애덤스 역
- 1993년 마지막 마피아 (Love, Honor & Obey : The Last Mafia Marriage) - 빌 보나노 역
- 1994년 인터폴 특명 (Free Fall) - 오라이언 역
- 1994년 베스트 캅 (The Hard Truth)
- 1994년 스페셜리스트 (The Specialist)
- 1994년 러브 화이어 (Love Is A Gun)
- 1994년 센세이션 (Sensation)
- 1995년 벼락맞은 남자 (TV) (Saved By The Light)
- 1995년 배드 컴파니 (Nature Of The Beast / Bad Company) - 아드리안 역
- 1995년 이별 파티 (It's My Party)
- 1995년 불사조 (The Immortals) - 잭 역
- 1996년 퍼블릭 에너미 (Public Enemy #1)
- 1996년 헤븐스 프리즈너 (Heaven's Prisoners)
- 1996년 케이블 가이 (The Cable Guy)
- 1996년 닥터 후 (Doctor Who) - 브루스 역
- 1998년 저격자 (Past Perfect )
- 1998년 데드 엔드 (Dead End) - 헨리 스모빈스키 역
- 1998년 신의 전사 2 (The Prophecy 2) - 마이클 역
- 1999년 리스트레이닝 오더 (Restraining Order) - 로버트 우드필드 역
- 1999년 야생화 (Wildflowers)
- 1999년 히트맨 런 (Hitman's Run)
- 2000년 세실 B. 디멘티드 (Cecil B. Demented)
- 2000년 레저렉션 2 (Sanctimony)
- 2000년 체이서 (Mercy Streets)
- 2000년 트리플 (TripFall)
- 2000년 킹스가드 (The King's Guard)
- 2001년 데인져러스 갱 (Stiletto Dance) - 킷 아드리안 역
- 2002년 스펀 (Spun)
- 2002년 브레이크 어웨이 (Christmas Rush) - 지미 스칼제티 역
- 2003년 롱 라이드 홈 (The Long Ride Home )
- 2003년 내셔널 시큐리티 (National Security) - 내쉬 역
- 2004년 라스트 샷 (The Last Shot)
- 2006년 당신의 성인을 알아보는 법 (A Guide To Recognizing Your Saints)
- 2006년 DOA (DOA: Dead or Alive) - 도노반 역
- 2008년 다크 나이트 (The Dark Knight)
- 2008년 위클리스 프로텍션 (Witless Protection)
- 2009년 도살자 (The Butcher) - 메릴 헨치 역
- 2010년 익스펜더블 (The Expendables)
- 2010년 헌트 투 킬 (Hunt To Kill)
- 2012년 블러드워크 (Bloodwork)
- 2013년 러브레이스 (Lovelace)
- 2013년 월 스트리트: 분노의 복수 (Assault on Wall Street)
- 2014년 인히어런트 바이스 (Inherent Vice)
- 2015년 히트맨 인 런던 (Skin Traffik)
- 2015년 휴먼 센티피드 3 (The Human Centipede 3 (Final Sequence))
- 2017년 아일라 (Ayla)
- 2022년 바빌론 (Babylon)

### 텔레비전
- Less than Perfect (2002-05)